# Intermídias
Intermídias, inscrita no ISSN 1807-8001, é uma revista online independente sobre mídia e cultura. Ela foi elaborada e desenvolvida por professores e pesquisadores universitários e alunos de artes, literatura e comunicação social sem fins lucrativos.
A revista publica artigos em várias línguas (português,  espanhol,  inglês e  francês) e já consta em suas páginas com a colaboração de vários críticos, pesquisadores, pensadores,  acadêmicos e artistas de vários lugares do Brasil, Portugal, França, Estados Unidos, México, Venezuela, Irlanda e Canadá.
Intermídias se encontra acessível na web desde o dia 2 de outubro de 2004 e através de seu blog: Blog Intermídias.
A proposta da revista é de construir um espaço de discussão e crítica sobre a sociedade e sobre o pensar e o fazer das manifestações artístico-sociais em seu processo criativo e produtivo. A revista presta um serviço cultural na preservação da memória social e artística abrigando o acervo e páginas especiais sobre críticos como Amylton de Almeida e ensaístas como Jerusa Pires Ferreira, além de entrevistas com comunicadores (Ron Simon), cineastas (Walter Carvalho), documentaristas (Eduardo Coutinho) e músicos (Lívio Tragtenberg). Intermídias conta ainda em suas páginas com obras de novos fotógrafos e artistas plásticos com pouca inserção na mídia (Roberto Banhos, Rodrigo Rossoni, Edson Chagas, Uiara Bartira, Robinho Barros) revelando novos valores e ajudando-os na divulgação de seus trabalhos.

## Conceito
O conceito de Intermídias é de interagir várias mídias numa busca da expressão e da reflexão obtidos através da conjunção, diferenciamento e interconexão dos meios comunicacionais e artísticos. Esta nova tendência é discutida e mostrada através de textos e  Ensaios Visuais. Quando se fala em mídias, devemos pensar não somente em cinema, fotografia, rádio, jornal e tv mas também em literatura e artes. Elas são mídias, pois veiculam informação e reúnem todo um aparato social e cultural à sua volta. Essas mídias se contaminam e acabam gerando novos discursos. Discursos estes que vão além da capacidade expressiva de um só meio, o que chamamos esse processo e conjunção de intermidialidade.
A intermidialidade é o movimento e o devir, lugar de um saber e de um pensamento do ser, não mais entendido como unidade e continuidade, mas como diferença e intervalo.
Intermídias se divide em duas vertentes, a acadêmica e a jornalístico-cultural.
A vertente acadêmica prioriza os ensaios e artigos, onde possamos debater assuntos em voga, publicar nossos textos e conhecer os textos científicos e culturais dos nossos colegas, provocando assim o debate e o exercício intelectual. Incentivamos a indicação de textos voltados para o ensino, a aprendizagem e a preservação da memória de temas ou pessoas de reconhecimento público.
A vertente  jornalístico-cultural não tem a preocupação da seqüencialidade, “tematicidade”, periodicidade ou mesmo quantidade, tem uma preocupação com o factual e o momento, como críticas de produções artístico-comunicacionais (livros,  filmes,  pinturas, etc), ou notícias. Algumas dessas poderão se publicadas à medida que forem chegando e sendo aprovadas pelos editores, seja no Blog Intermídias ou na edição regular da Revista podendo serem notas, notícias, críticas, etc.
A grande afinidade entre as duas vertentes é a presença da opinião, da informação e o seu caráter reflexivo e crítico. Os autores expressam não tão somente uma crítica sobre a sociedade e o seu meio profissional quanto sobre o fazer e o pensar das idéias e das manifestações artístico-sociais, ou seja, o seu processo criativo e produtivo.
A partir dessa distinção Intermídias tenta se caracterizar no que justamente tem a tendência de desaparecer no meio midiático-acadêmico e principalmente no jornalismo cultural contemporâneo: a crítica e a opinião. Assim todos os textos são assinados e expressam as idéias dos seus autores, evitando ao máximo qualquer tipo de censura por parte de Intermídias, no tocante as idéias expressas por seus autores. Onde as pessoas possam expor suas questões acerca de qualquer assunto ligado às áreas: mídia e cultura.

## Dossiês
Os dossiês buscam ressaltar e explorar a maior qualidade da mídia online (a web): o armazenamento de dados. Assim, os dossiês são formados por Ensaios e artigos  acadêmicos ou  jornalísticos que formem um conjunto temático sobre um assunto em particular (Novas tecnologias, Arte engajada) ou alguma personalidade (Jerusa Pires Ferreira, Amylton de Almeida) de relevância por sua atualidade ou por sua atemporalidade.